# کاشینا (روستا)
کاشینا (به بلغاری: Kashina) یک منطقهٔ مسکونی در بلغارستان است که در ساندانسکی واقع شده‌است.